# Rhytirrhinus
Rhytirrhinus är ett släkte av skalbaggar. Rhytirrhinus ingår i familjen vivlar.

## Dottertaxa tillRhytirrhinus, i alfabetisk ordning[1]
- Rhytirrhinus acerbus
- Rhytirrhinus admirandus
- Rhytirrhinus albofasciatus
- Rhytirrhinus albonotatus
- Rhytirrhinus allardi
- Rhytirrhinus alluaudi
- Rhytirrhinus alpicola
- Rhytirrhinus anaglyptus
- Rhytirrhinus angulatus
- Rhytirrhinus angulicollis
- Rhytirrhinus angulipes
- Rhytirrhinus angusticollis
- Rhytirrhinus annulipes
- Rhytirrhinus asper
- Rhytirrhinus aspericollis
- Rhytirrhinus atlasicus
- Rhytirrhinus atticus
- Rhytirrhinus auriculatus
- Rhytirrhinus axillaris
- Rhytirrhinus bifasciatus
- Rhytirrhinus bimucronatus
- Rhytirrhinus biskrensis
- Rhytirrhinus bituberosus
- Rhytirrhinus bonvouloiri
- Rhytirrhinus brevipennis
- Rhytirrhinus brevitarsis
- Rhytirrhinus brucki
- Rhytirrhinus bruckianus
- Rhytirrhinus böhmi
- Rhytirrhinus callosus
- Rhytirrhinus caroli
- Rhytirrhinus carthagenensis
- Rhytirrhinus carthageniensis
- Rhytirrhinus caudatus
- Rhytirrhinus claviscapus
- Rhytirrhinus clitellarius
- Rhytirrhinus compactus
- Rhytirrhinus compressipennis
- Rhytirrhinus confusus
- Rhytirrhinus conifer
- Rhytirrhinus consobrinus
- Rhytirrhinus contusus
- Rhytirrhinus coronatus
- Rhytirrhinus correae
- Rhytirrhinus corrosicollis
- Rhytirrhinus costatus
- Rhytirrhinus crispatus
- Rhytirrhinus cruciatus
- Rhytirrhinus cucullatus
- Rhytirrhinus curtus
- Rhytirrhinus deformis
- Rhytirrhinus dentatus
- Rhytirrhinus dilatatus
- Rhytirrhinus dissimilis
- Rhytirrhinus divaricatus
- Rhytirrhinus diversithorax
- Rhytirrhinus dolosus
- Rhytirrhinus dubius
- Rhytirrhinus dybowskyi
- Rhytirrhinus elongatus
- Rhytirrhinus entomoderoides
- Rhytirrhinus escorialensis
- Rhytirrhinus excisus
- Rhytirrhinus fuentei
- Rhytirrhinus gataensis
- Rhytirrhinus gentilis
- Rhytirrhinus gibbus
- Rhytirrhinus gracilipes
- Rhytirrhinus horridus
- Rhytirrhinus humeralis
- Rhytirrhinus humerosus
- Rhytirrhinus humilis
- Rhytirrhinus impressicollis
- Rhytirrhinus inaequalicollis
- Rhytirrhinus inaequalis
- Rhytirrhinus incisus
- Rhytirrhinus informis
- Rhytirrhinus inopinus
- Rhytirrhinus integricollis
- Rhytirrhinus interruptus
- Rhytirrhinus interstitialis
- Rhytirrhinus kirschi
- Rhytirrhinus kocheri
- Rhytirrhinus kraatzi
- Rhytirrhinus kruperi
- Rhytirrhinus laesicollis
- Rhytirrhinus laesirostris
- Rhytirrhinus lamellicostis
- Rhytirrhinus lateimpressus
- Rhytirrhinus laticollis
- Rhytirrhinus latus
- Rhytirrhinus lefebrei
- Rhytirrhinus leucofasciculatus
- Rhytirrhinus lituratus
- Rhytirrhinus lobaticollis
- Rhytirrhinus lobothorax
- Rhytirrhinus longipennis
- Rhytirrhinus longulus
- Rhytirrhinus luciae
- Rhytirrhinus luctuosus
- Rhytirrhinus martini
- Rhytirrhinus mauritanicus
- Rhytirrhinus medianus
- Rhytirrhinus melichari
- Rhytirrhinus minutus
- Rhytirrhinus modestus
- Rhytirrhinus monstrosus
- Rhytirrhinus monstruosus
- Rhytirrhinus moroderi
- Rhytirrhinus namaquus
- Rhytirrhinus nevadensis
- Rhytirrhinus niloticus
- Rhytirrhinus nodifrons
- Rhytirrhinus oberthuri
- Rhytirrhinus papillatus
- Rhytirrhinus parvus
- Rhytirrhinus perplexus
- Rhytirrhinus phrygius
- Rhytirrhinus pici
- Rhytirrhinus pilipes
- Rhytirrhinus plasoni
- Rhytirrhinus punctirostris
- Rhytirrhinus quadrituberculatus
- Rhytirrhinus rudolfi
- Rhytirrhinus rusticanus
- Rhytirrhinus saadensis
- Rhytirrhinus saintpierrei
- Rhytirrhinus scaber
- Rhytirrhinus sefrensis
- Rhytirrhinus semicostatus
- Rhytirrhinus semituberculatus
- Rhytirrhinus seriespinosus
- Rhytirrhinus setiger
- Rhytirrhinus similaris
- Rhytirrhinus simplicicollis
- Rhytirrhinus simplicicostis
- Rhytirrhinus singularis
- Rhytirrhinus socius
- Rhytirrhinus sordidus
- Rhytirrhinus spongiosus
- Rhytirrhinus stableaui
- Rhytirrhinus stenoderus
- Rhytirrhinus subfasciatus
- Rhytirrhinus subtuberculatus
- Rhytirrhinus sulcirostris
- Rhytirrhinus surcoufi
- Rhytirrhinus syriacus
- Rhytirrhinus tenetiensis
- Rhytirrhinus tibiellus
- Rhytirrhinus tournieri
- Rhytirrhinus transatlanticus
- Rhytirrhinus transversetuberculatus
- Rhytirrhinus tuberculatus
- Rhytirrhinus tuberosus
- Rhytirrhinus tuniseus
- Rhytirrhinus turcicus
- Rhytirrhinus turpis
- Rhytirrhinus uncatus
- Rhytirrhinus uncifer
- Rhytirrhinus uniformis
- Rhytirrhinus variabilis
- Rhytirrhinus variegatus
- Rhytirrhinus varipes
- Rhytirrhinus veyreti
- Rhytirrhinus zebra